# 654 (numero)
Seicentocinquantaquattro (654) è il numero naturale dopo il 653 e prima del 655.

## Proprietà matematiche
- È un numero pari.
- È un numero composto con 8 divisori: 1, 2, 3, 6, 109, 218, 327, 654. Poiché la somma dei suoi divisori (escluso il numero stesso) è 666 > 654 è un numero abbondante.
- È un numero sfenico.
- È un numero semiperfetto in quanto pari alla somma di alcuni (o tutti) i suoi divisori.
- È un numero palindromo nel sistema di numerazione posizionale a base 11 (545).
- È parte delle terne pitagoriche (360, 546, 654), (654, 872, 1090), (654, 11872, 11890), (654, 35640, 35646), (654, 106928, 106930).
- È un numero 219-gonale.
- È un numero nontotiente (per cui la equazione φ(x) = n non ha soluzione).
- È un numero di Smith nel sistema numerico decimale.
- È un numero congruente.

## Astronomia
- 654 Zelinda è un asteroide della fascia principale del sistema solare.
- NGC 654 è un ammasso aperto della costellazione di Cassiopea.

## Astronautica
- Cosmos 654 è un satellite artificiale russo.

## Altri ambiti
- 654 è un articolo del Codice penale italiano inerente all'argomento grida e manifestazioni sediziose.